# CAVOK Air
CAVOK Air, anche conosciuta come CAVOK Airlines, è una compagnia aerea cargo ucraina.

## Storia
La compagnia è stata fondata nel 2011 ed ha iniziato le operazioni di volo il 26 aprile 2012, dopo aver ottenuto il certificato di operatore aereo dall'Amministrazione dell'aviazione civile dell'Ucraina.

## Flotta
La flotta della compagnia, aggiornata a luglio 2018, è formata dai seguenti aeromobili:

### Storica
- Antonov An-74TK100

## Incidenti

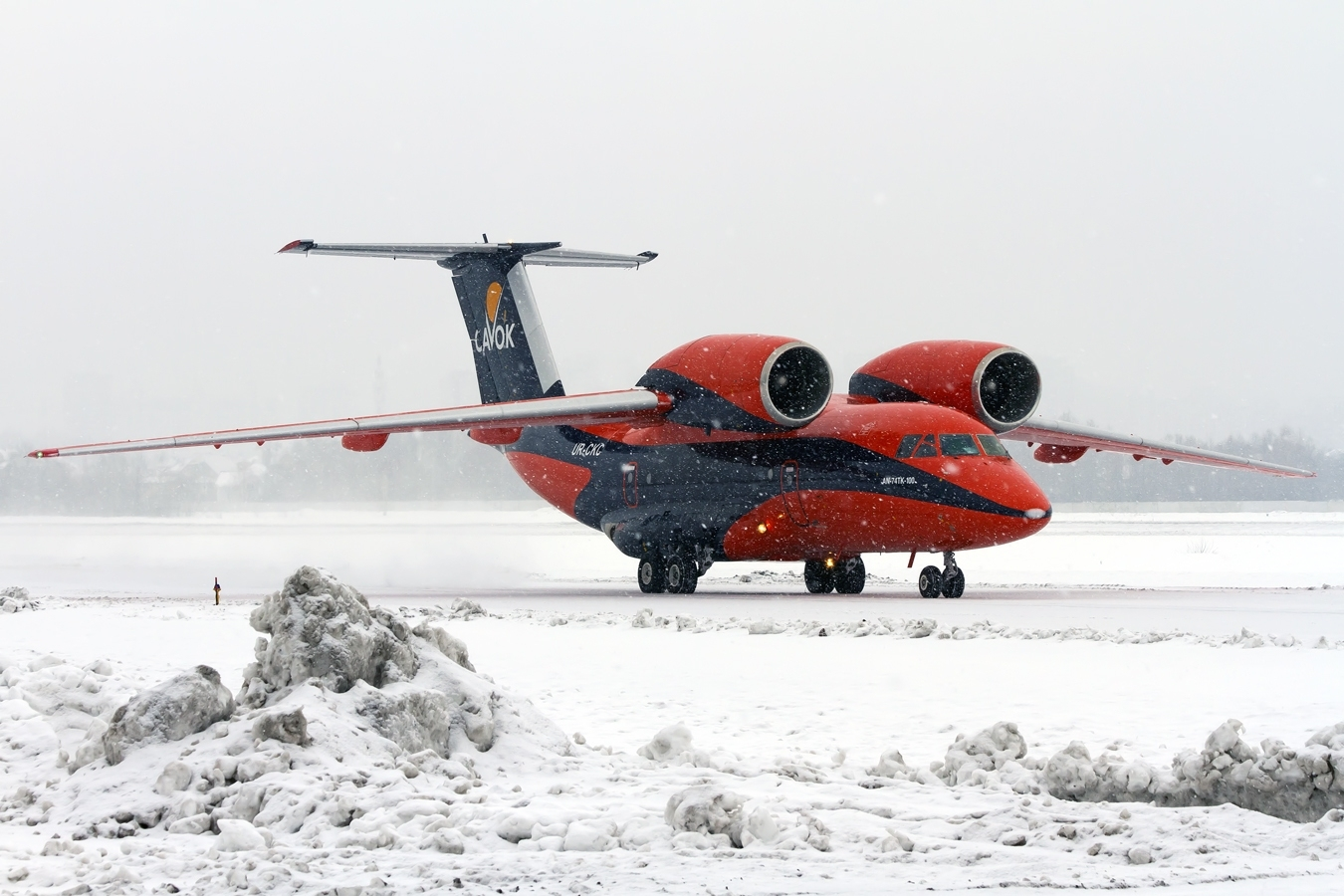
L'An-74, marche UR-CKC.

- 29 luglio 2017 - Un Antonov An-74TK100, marche UR-CKC, ha subito un bird strike durante la procedura di decollo dall'Aeroporto Internazionale São Tomé. Dopo che l'equipaggio ha interrotto il decollo, l'aereo ha proseguito oltre il limite della pista, riportando danni non riparabili[3].